# Reducto Cierva
El reducto Cierva o de Laguna Cierva, también conocido como fuerte del Establecimiento, fue una fortificación de Paraguay construida por orden de Francisco Solano López durante la guerra de la Triple Alianza (1864-1870). Se localizaba en la margen derecha del río Paraguay, frente a la Fortaleza de Humaitá, en territorio actualmente perteneciente a la provincia del Chaco en la República Argentina, unos pocos km al este de la localidad de Las Palmas.
Este reducto, juntamente con la fortaleza de Humaitá, cerraba el acceso por vía fluvial a Asunción, la capital paraguaya. El reducto estaba defendido por 500 hombres y 9 piezas de artillería.

## Combate de Laguna Cierva

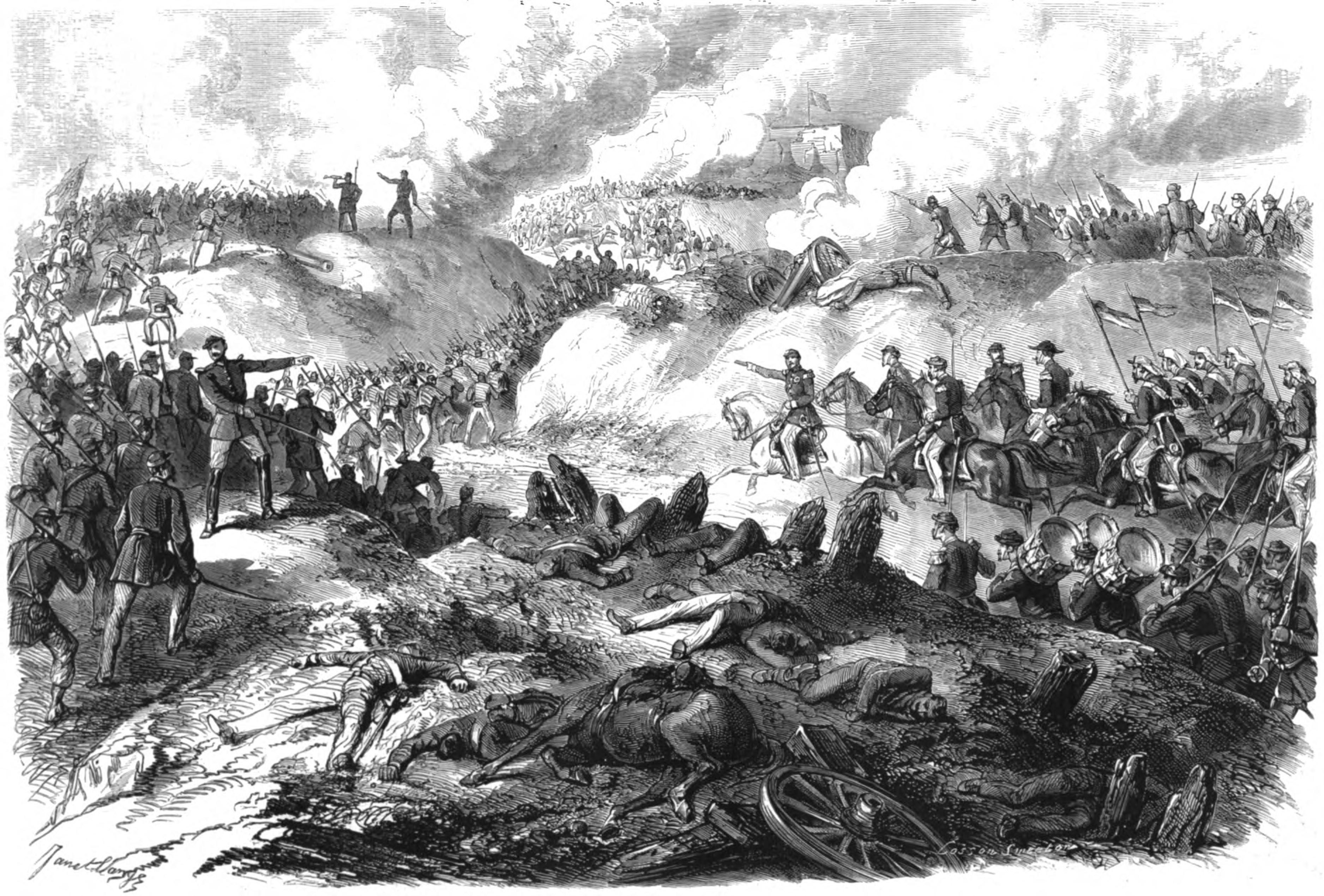
Asalto de la fortaleza del Establecimiento, el 19 de febrero de 1867 (Janet-Lange & Cosson-Smeeton, L'Illustration, 1868).

El reducto Cierva sufrió cuatro intentos de asalto en el contexto del pasaje de Humaitá (19 de febrero de 1868), en una operación conjunta fluvial y terrestre, esta última a cargo del 16.º Batallón de Infantería brasileño y del 31.º de Voluntarios (los "capoeiras" da Corte). Se destacó la fuerza de seis pequeños acorazados (monitores) al mando de Delfim Carlos de Carvalho, que bajo el fuego cruzado paraguayo consiguió romper las cadenas que cerraban el río, alcanzando Asunción el 24 de febrero de 1868), ciudad que bombardeó. Por este hecho fue agraciado por el emperador Pedro II de Brasil (1840-1889) con el título de Barão da Passagem.
Tras fracasar el cuarto intento de asalto, el jefe del reducto, mayor Antonio Olavarrieta, evacuó las tropas paraguayas (que habían quedado sin municiones) en los barcos Tacuarí e Ygurey. Estos barcos también participaron de la defensa del reducto y transportaron las tropas hacia la fortaleza de Humaitá. Una vez abandonado, fue ocupado por las tropas brasileñas. Las pérdidas aliadas se estimaron en 1200 (entre muertos y heridos) y las paraguayas en 150 y las 9 piezas de artillería.
El episodio fue retratado por el pintor Edoardo Martino, una obra que se encuentra en el Museu Naval e Oceanográfico do Rio de Janeiro.